# Maksymilian Jarosz

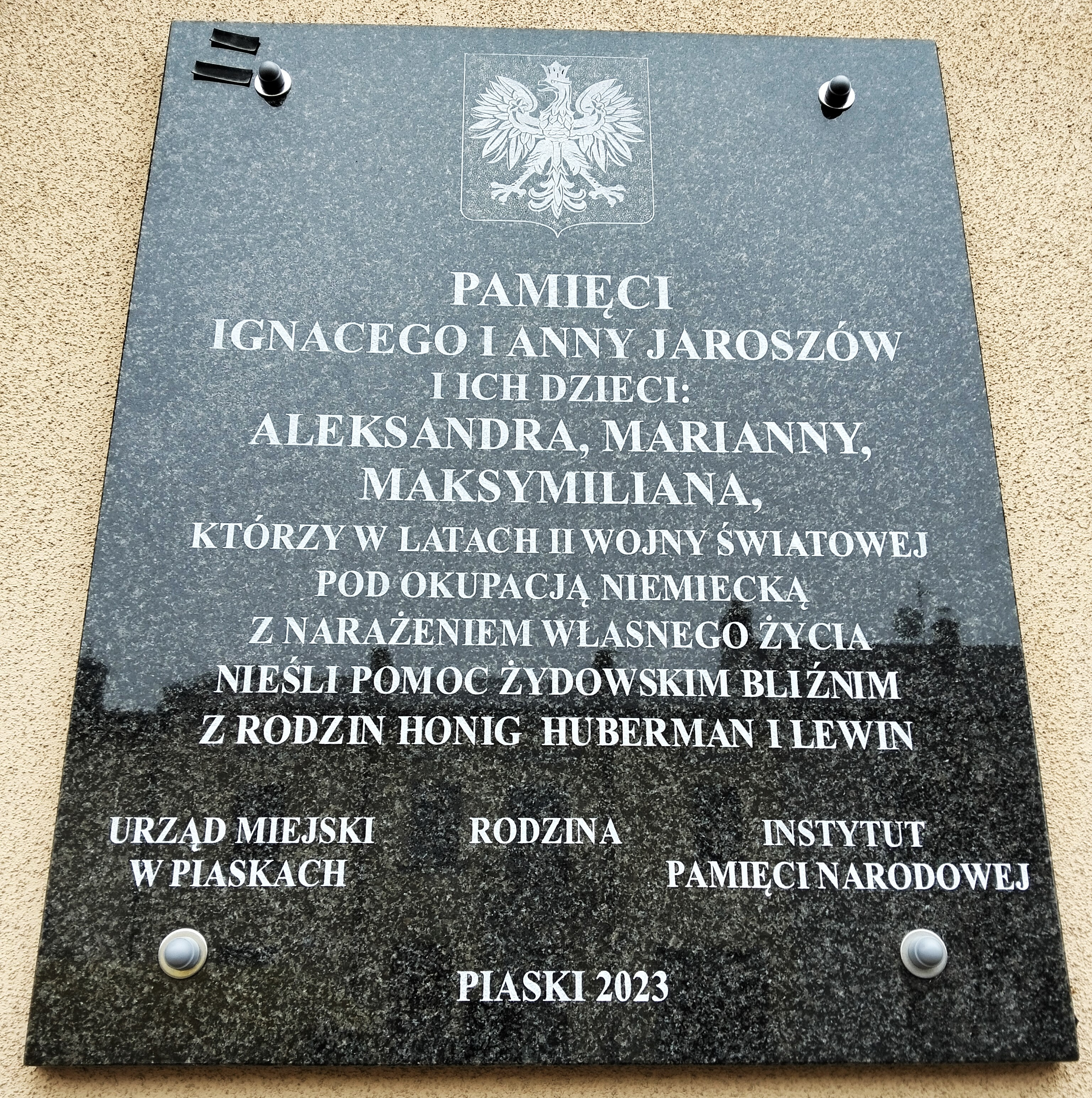
Tablica pamiątkowa w Piaskach

Maksymilian Mieczysław Jarosz (ur. 15 lipca 1925 w Piaskach, zm. 11 maja 2020 tamże) – polski Sprawiedliwy wśród Narodów Świata.

## Życiorys
Maksymilian pochodził z miejscowej elity. Jego ojciec Ignacy Jarosz był urzędnikiem, budowlańcem. Miał siedmioro rodzeństwa, był najmłodszy w rodzinie. Czterej bracia oraz dziadek zostali zabici za działalność konspiracyjną. Działał w Związku Walki Zbrojnej i Armii Krajowej.
Rodzina Jaroszów przez cały okres okupacji pomagała Żydom z okolicznego getta w Piaskach. Podczas łapanek Żydzi znajdowali schronienie w domu i zabudowaniach gospodarczych Jaroszów. Maksymilian nosił do getta czyszczoną przez siebie broń. Wspólnie z rodzeństwem organizował amunicję dla Żydowskiej Organizacji Bojowej w getcie, a także blankiety fałszywych dokumentów: kenkart, dowodów osobistych. Szczególną opieką Jaroszowie otaczali żydowską rodzinę Lewinów: Wolfa wraz z córkami Gertrudą i Haną. Pomagali im ukrywać się, dostarczając żywność i materiały pierwszej potrzeby. Wśród ocalonych znalazł się także Józef Honig. Maksymilian dołączył później do I Armii Wojska Polskiego, z której zdezerterował.
W 2001 Maksymilian Jarosz wraz z ojcem, matką Anną oraz bratem Aleksandrem i siostrą Marianną zostali odznaczeni medalami Sprawiedliwych wśród Narodów Świata. W 2008 otrzymał Krzyż Komandorski Orderu Odrodzenia Polski.
Zmarł w nocy z 10 na 11 maja 2020.